# 시티오브프레스턴

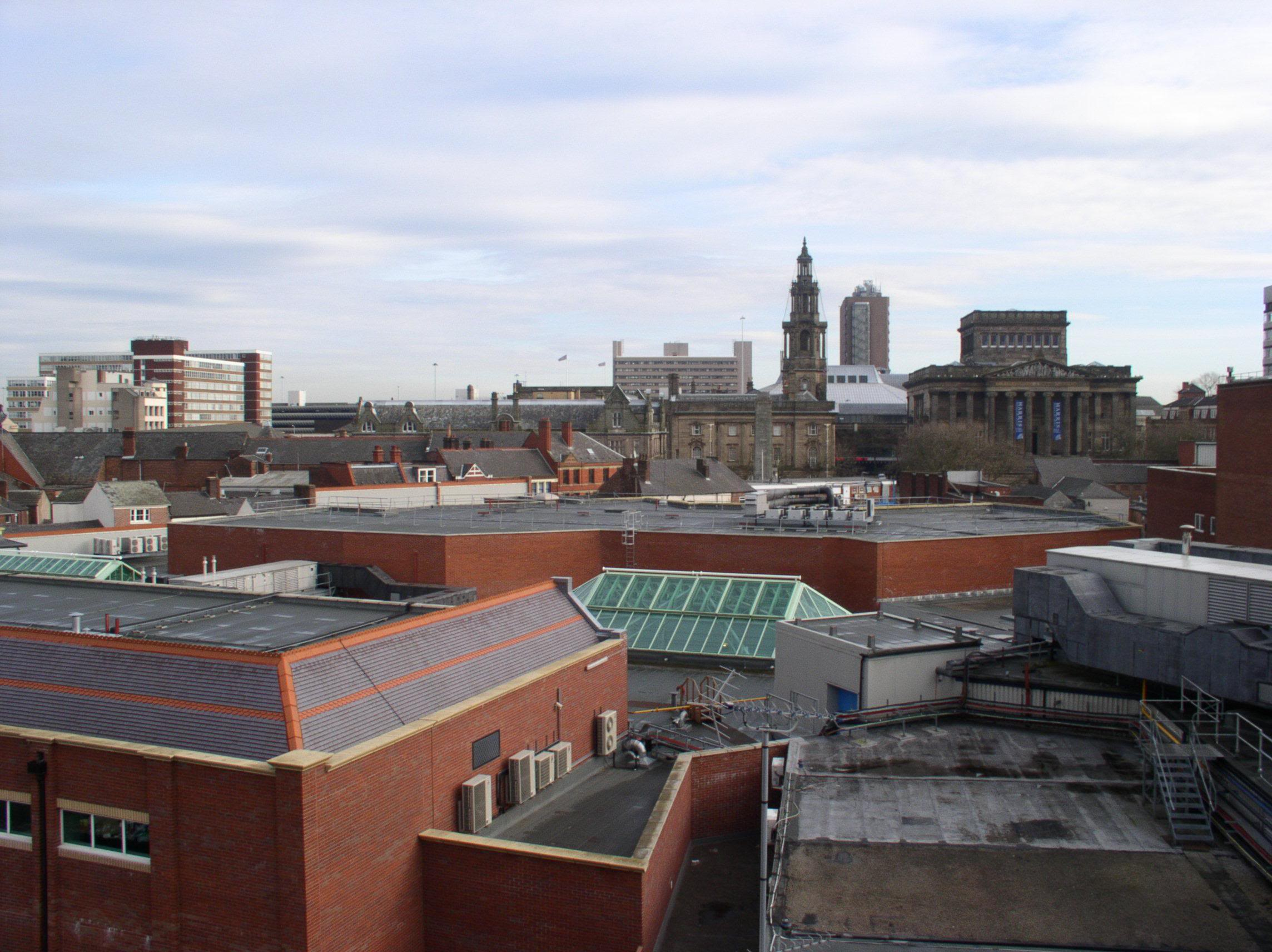
시티오브프레스턴

시티오브프레스턴의 위치

시티오브프레스턴(영어: City of Preston)은 잉글랜드 랭커셔주의 도시로 중심 도시는 프레스턴이며 면적은 142.22km2, 인구는 140,100명(2011년 기준), 인구 밀도는 949명/km2이다.